# Antoine Godeau
Pour les articles homonymes, voir Antoine Godeau (homonymie) et Godeau.
Antoine Godeau, né à Dreux le 24 septembre 1605 et mort à Vence le 21 avril 1672, est un homme de lettres et ecclésiastique français.

## Biographie
Cousin et ami de Valentin Conrart, il fréquente les salons de Madeleine de Scudéry et de la marquise de Rambouillet, où il est affublé du sobriquet « le Nain de Julie » (Julie d'Angennes). Petit et laid, il doit son succès à son esprit inventif et joyeux. Participant dans sa jeunesse au cénacle des Illustres Bergers, il devient l'un des premiers membres de l'Académie française en 1634.
Ordonné prêtre à Paris le 7 mai 1636, Richelieu lui octroie le 21 juin l'évêché de Grasse ; il est consacré le 14 décembre par Léonor d'Estampes de Valençay, évêque de Chartres, et il s'installe le 28 septembre 1637.
En 1639, il devient membre de la Compagnie du Saint-Sacrement. L'année suivante, il crée à Grasse un mont-de-piété pour venir en aide aux plus démunis.
Il obtient le brevet d'union des diocèses de Grasse et de Vence en décembre 1639. En 1653, ayant à choisir entre les deux évêchés ; il choisira le diocèse de Vence.

Antoine Godeau au musée d'Art et d'Histoire de Dreux
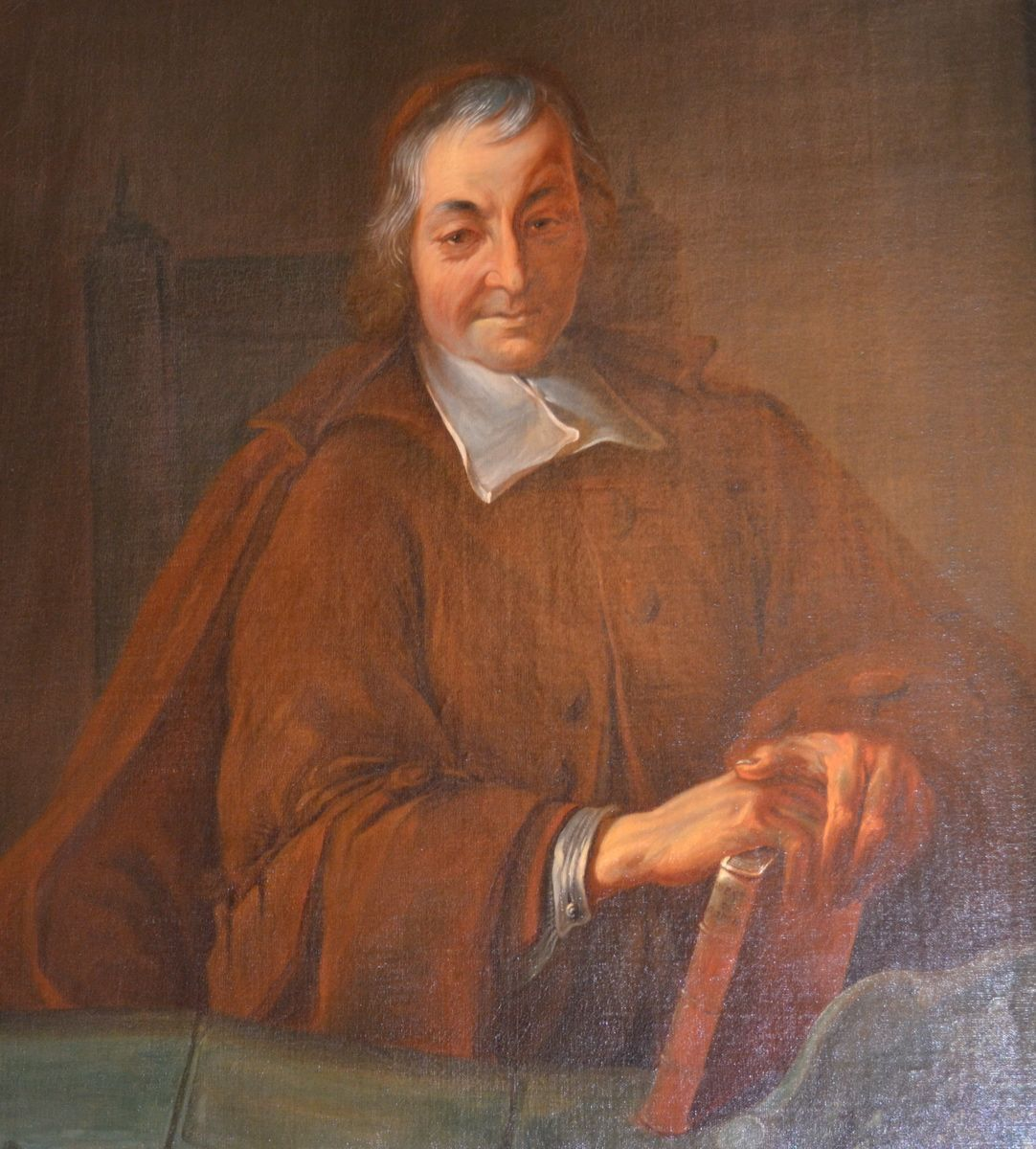
Portrait, anonyme.
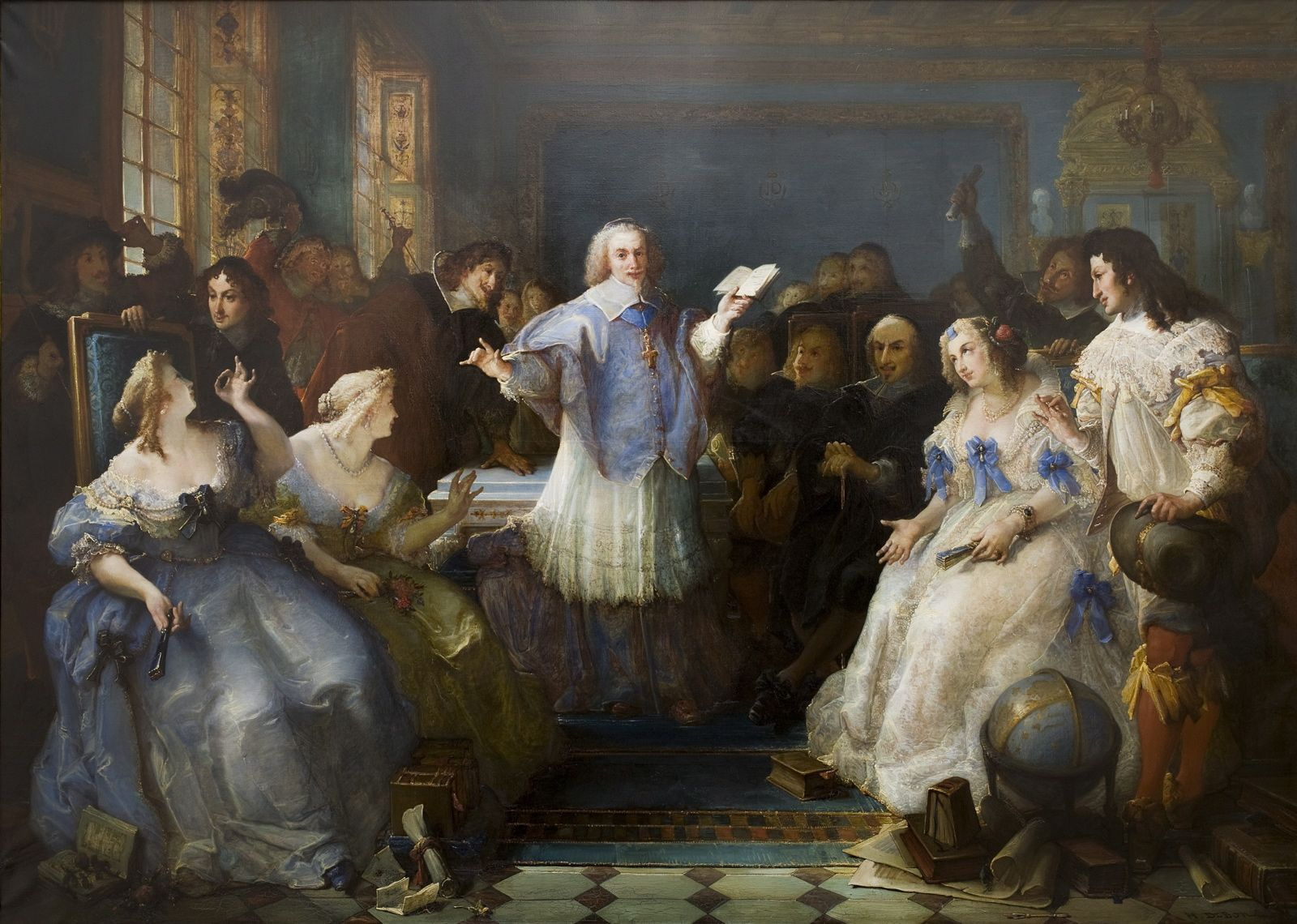
Lecture dans l'hôtel de Rambouillet, H. Debon.

## Principales œuvres
- Discours sur les œuvres de M. de Malherbe (1629)
- Histoire de l'Église, depuis la naissance de Jésus Christ jusqu'à la fin du siècle (1633)
- Prières et méditations chrestiennes (1633) Texte en ligne
- Discours de la poésie chrestienne (1633) Texte en ligne
- Poésies chrestiennes (1633) Texte en ligne
- Paraphrase de Godeau sur l'Épistre de S. Paul aux Romains (1635)
- Paraphrase sur l'Épistre de sainct Paul aux Hébreux (1637)
- Paraphrase sur les deux Épistres de saint Paul aux Corinthiens. Paraphrase sur les Épistres de sainct Paul aux Galates, Éphésiens, Philipiens (2 volumes, 1637)
- Paraphrase sur les Épistres de saint Paul aux Thessaloniciens, à Timothée, à Tite, à Philémon (1637)
- Œuvres chrestiennes (1639) Texte en ligne
- Paraphrase sur les Épistres canoniques (1640)
- L'Institution du prince chrestien (1644)
- L'Idée du bon magistrat en la vie et en la mort de M. de Cordes, conseiller au Chastelet de Paris (1645)Texte en ligne
- Instructions et prières chrestiennes pour toutes sortes de personnes (1646)
- La Vie de l'apostre saint Paul (1647)
- Paraphrase des Pseaumes de David (1648)
- La Doctrine de la pénitence, extraite des ordonnances synodales d'Antoine Godeau (1650)
- Grandeurs et humiliations de Jésus-Christ dans la Sainte Eucharistie, ou Pieux entretiens à l'usage des membres de l'adoration perpétuelle (1651)
- Discours de la tonsure cléricale et des dispositions avec lesquelles il la faut recevoir, pour l'instruction des jeunes hommes du diocèse de Grasse & de Vence qui prétendent à la Cléricature (1651) Texte en ligne
- La Vie de S. Augustin evesque d'Hyponne (1652)
- Discours sur les ordres sacrez, où toutes les cérémonies de l'ordination selon le Pontifical romain sont expliquées (1653)
- Saint Paul, poëme chrestien (1654) Texte en ligne
- Les Tableaux de la pénitence (1654)
- Poésies chrestiennes et morales (1654-63)
- Discours sur l'establissement de l'Hospital général, fondé à Paris par le Roy, en l'année 1657 (1657) Texte en ligne
- La Vie de saint Charles Borromée (1657)
- Œuvres chrestiennes et morales en prose (1658)
- Contre la mauvaise morale du temps, aux évesques de l'Eglise (1659) Texte en ligne
- De l'Usage que les chrestiens doivent faire de la paix (1660)
- Traité des séminaires (1660)
- Éloge historique du bienheureux François de Sales, évesque et prince de Genève (1663)
- Éloges des évesques qui dans tous les siècles de l'Église ont fleury en doctrine et en sainteté (1665)
- Méditations sur le très-saint Sacrement de l'autel, pour servir à toutes les heures du jour et de la nuit, aux adorateurs perpétuels de ce mystère (1666)
- Éloges historiques des empereurs, des roys, des princes, des impératrices, des reynes et des princesses qui dans tous les siècles ont excellé en piété (1667)
- Version expliquée du Nouveau Testament de Nostre Seigneur Jésus-Christ. Version expliquée des Épistres de l'apostre saint Paul (2 volumes, 1668)
- Les Fastes de l'Église pour les douze mois de l'année (1674) Texte en ligne
- Homélies sur les dimanches et festes de l'année (1682)
- De la Piété envers Jésus-Christ, où l'on explique le dessin, l'objet et l'esprit de la fête de Jésus, qui se célèbre le 28 janvier, par les prêtres de l'Oratoire de Jésus. Avec l'office de cette fête, les prières qui se chantent dans leurs églises, et la paraphrase des litanies de l'enfance de Jésus (s. d.)
- NB. Ses visites pastorales en tant qu'évêque de Grasse et Vence sont numérisées sur le site des Archives départementales des Alpes-Maritimes